# Jacob van Aaken

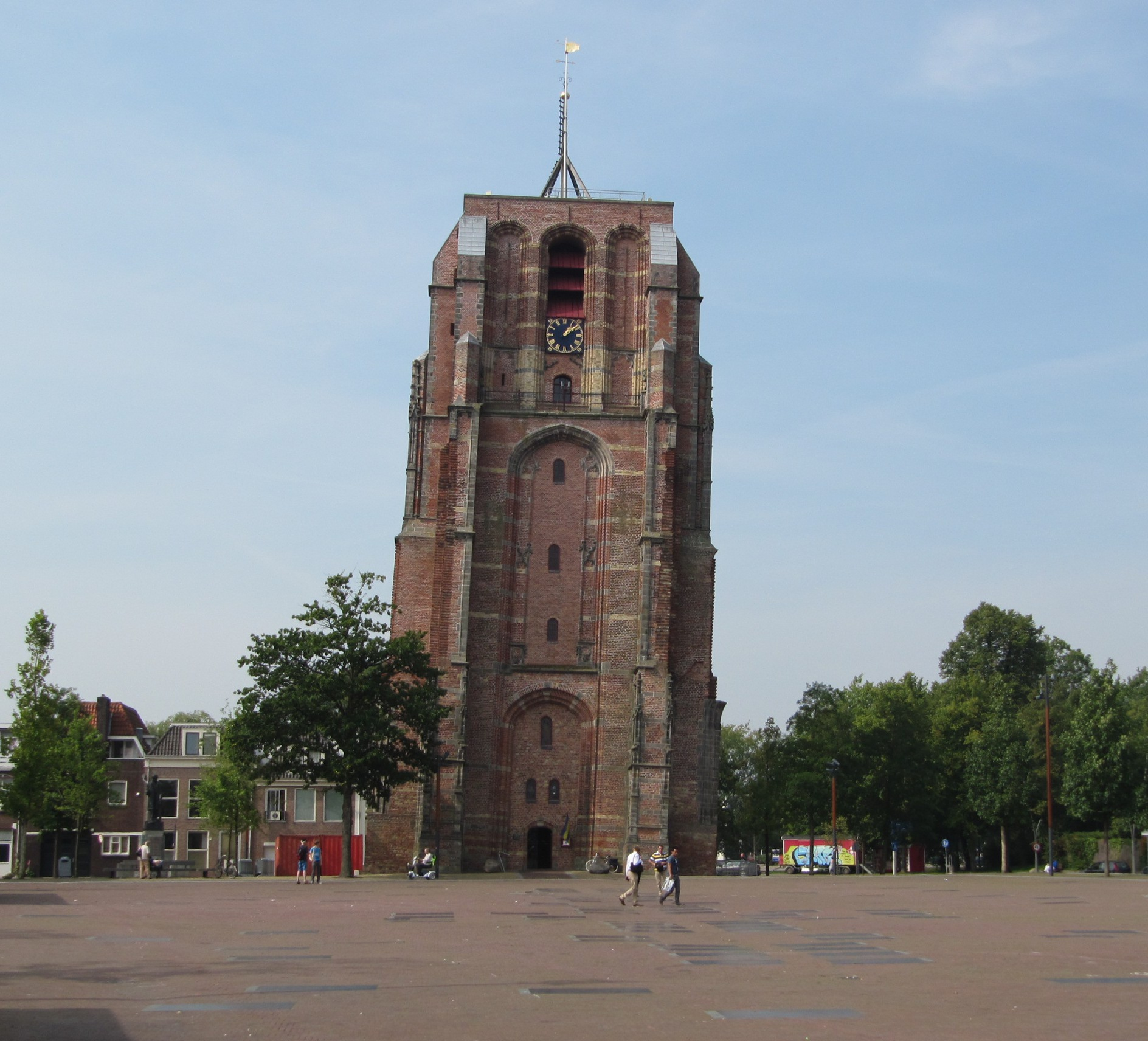
De Oldehove, Leeuwarden

Jacob van Aaken was een Nederlandse bouwmeester. Hij was de bouwmeester van de Leeuwarder toren De Oldehove. Vermoedelijk kwam hij uit de Duitse stad Aken. 

## De Oldehove
Op 28 mei 1529 wordt Van Aakens ontwerp voor een nieuwe kerk door het stadsbestuur uitgekozen en krijgt hij de functie van bouwmeester toegewezen. Volgens een afschrift van het bouwcontract (origineel is verdwenen), dat tegenwoordig bij het Historisch Centrum Leeuwarden bewaard wordt, kreeg hij voor deze taak acht stuivers per dag, een huis gedurende de 6 jaar waarin de toren werd gebouwd en een 'eerlyk niuw kleed'. Al snel na de bouw verzakte de toren. Van Aaken probeerde dit te compenseren door boven op het verzakte gedeelte weer recht te bouwen, waardoor de Oldehove ook krom is. 
Drie jaar na het begin van de bouw van de toren, in 1532, sterft Van Aaken van "chagrin". Waarschijnlijk heeft hij na het fiasco van de bouw van de toren niet meer de vechtlust om tegen de ziekte te strijden. Na zijn dood wordt het werk voortgezet door Cornelis Frederiks.

## Van Aaken in literatuur en toneel
De bouwmeester van de Oldehove komt terug in verschillende boeken en toneelstukken. Zo schreef in 1910 de Friese schrijver Tjeerd Velstra het toneelstuk It heechste rjucht, ef: de bouwmaster fen de Aldehou en werd in 1957 het openluchtspel van Sytse Jan van der Molen en Piter Terpstra genaamd De boumaster fan de Aldehou opgevoerd op het plein vóór de Oldehove. Ook heeft de Friese schrijver Douwe Annes Tamminga in 1985 een roman aan Van Aaken gewijd, genaamd De boumaster fan de Aldehou.
De meest recente productie is van theaterproducent Jan-Dirk van Ravesteijn. Hij schreef de musical "Mooi Mislukt" over de bouw van de Oldehove. Deze one-man-musical beleefde de première op 15 juni 2010. De voorstelling werd twee weken in de toren gespeeld op de eerste verdieping. De voorstelling werd nogmaals gespeeld tijdens de zomer van 2011. In het stuk werd het bouwen vanuit het oogpunt van meerdere belangrijke figuren uit die tijd bekeken. Volgens de auteur kon Van Aaken onmogelijk de enige schuldige geweest zijn aan het scheefzakken en was het vooral de hoogmoed, hebzucht en afgunst van de toenmalige Friezen geweest die de toren een duw in de verkeerde richting hebben gegeven.
Van Ravesteijn eindigt dit stuk met: 
"Wat mislukt is kan best mooi zijn.
Wie bepaalt wat schoonheid is?
Wat verschuilt zich achter een plaatje?
Een verhaal, geschiedenis.
Als je die kent kijk je anders en waardeer je ook de vorm.
Wie bepaalt wat schoonheid is?
Wie bepaalt die norm?"
(uit Mooi Mislukt)

## Persoonlijkheid
Veel bronnen over Van Aaken zijn er niet. Een van de weinige bronnen die er nog wel is handelt over zijn eetgedrag:
Di boumaster fon da Aldehou to Liowerd forthiana deis en braspenning.
Iens up en dei kaem er t’hûs end frega sîn wif huet hia ita scoedon.
Hiu hîe en pot mei grîene earton oer den flîer stêan en lîet him dá sian.
Men dy baes lika det iten naut gûod ta end, wîlst er da pot umskupte, snaude hy hir ta:
is det nu iten for en man, der deis en braspenning forthianath?
Vrij vertaald:
De bouwmeester van de Oldehove van Leeuwarden verdiende een braspenning per dag.
Op een keer kwam hij thuis en vroeg aan zijn huisvrouw wat het eten was.
Zij had een pot met groene erwten klaar staan en liet hem dat zien.
Maar die baas vond dat niet goed, en terwijl hij de pot omschopte snauwde hij:
Is dat nu eten voor een man die een braspenning per dag verdient? 